# Нельсон-Гаус 170
Нельсон-Гаус 170 (англ. Nelson House 170) — індіанська резервація в Канаді, у провінції Манітоба, у межах невключеної частини переписної області №22.

## Населення
За даними перепису 2016 року, індіанська резервація нараховувала 2547 осіб, показавши зростання на 6,2%, порівняно з 2011-м роком. Середня густина населення становила 124,1 осіб/км².
З офіційних мов обидвома одночасно володіли 15 жителів, тільки англійською — 2 510, а 5 — жодною з них. Усього 1050 осіб вважали рідною мовою не одну з офіційних, з них 1 040 — одну з корінних мов.
Працездатне населення становило 44,7% усього населення, рівень безробіття — 27%.
Середній дохід на особу становив $20 975 (медіана $14 048), при цьому для чоловіків — $18 939, а для жінок $22 946 (медіани — $8 843 та $16 853 відповідно).
17,5% мешканців мали закінчену шкільну освіту, не мали закінченої шкільної освіти — 61,9%, 20,5% мали післяшкільну освіту, з яких 27,9% мали диплом бакалавра, або вищий.
| Статево-вікова структура населення | Статево-вікова структура населення | Статево-вікова структура населення | Статево-вікова структура населення | Статево-вікова структура населення |
| ---------------------------------- | ---------------------------------- | ---------------------------------- | ---------------------------------- | ---------------------------------- |
|                                    |                                    |                                    |                                    |                                    |
| Всього                             | Всього                             | 50,5%49,5%                         |                                    |                                    |
| 0 — 14 років                       | 0 — 14 років                       |                                    | 34%                                | 34%                                |
| 15 — 64 років                      | 15 — 64 років                      |                                    | 61,1%                              | 61,1%                              |
| 65 і більше                        | 65 і більше                        |                                    | 4,9%                               | 4,9%                               |
| 85 і більше                        | 85 і більше                        |                                    | 0,6%                               | 0,6%                               |
| Середній вік (років)               | Середній вік (років)               | 26,626,9                           | 26,8                               | 26,8                               |
| Медіана (років)                    | Медіана (років)                    | 21,822,2                           | 22,0                               | 22,0                               |
| — чоловіки — жінки                 |                                    |                                    |                                    |                                    |

| Походження мешканців:     | Походження мешканців:     | Походження мешканців: | Походження мешканців: | Походження мешканців: |
| ------------------------- | ------------------------- | --------------------- | --------------------- | --------------------- |
| Походження                |                           |                       | осіб                  | %                     |
| Корінні американці        | Корінні американці        |                       | 2 465                 | 97.82%                |
| Інше північноамериканське | Інше північноамериканське |                       | 10                    | 0.4%                  |
| Європейське               | Європейське               |                       | 385                   | 15.28%                |
| британське                | британське                |                       | 250                   | 9.92%                 |
| французьке                | французьке                |                       | 45                    | 1.79%                 |
| українське                | українське                |                       | 15                    | 0.6%                  |

## Клімат
Середня річна температура становить -2,7°C, середня максимальна – 20,1°C, а середня мінімальна – -30,8°C. Середня річна кількість опадів – 507 мм.
| Клімат поселення                              | Клімат поселення | Клімат поселення | Клімат поселення | Клімат поселення | Клімат поселення | Клімат поселення | Клімат поселення | Клімат поселення | Клімат поселення | Клімат поселення | Клімат поселення | Клімат поселення | Клімат поселення |
| Показник                                      | Січ.             | Лют.             | Бер.             | Квіт.            | Трав.            | Черв.            | Лип.             | Серп.            | Вер.             | Жовт.            | Лист.            | Груд.            |                  |
| Середній максимум, °C                         | −18,53           | −14,08           | −7,04            | 3,63             | 12,36            | 18,94            | 20,14            | 18,83            | 12,34            | 5,20             | −6,56            | −16,87           |                  |
| Середня температура, °C                       | −24,68           | −20,24           | −13,2            | −2,54            | 6,20             | 12,78            | 16,20            | 14,90            | 8,40             | 1,26             | −10,49           | −20,8            |                  |
| Середній мінімум, °C                          | −30,84           | −26,4            | −19,37           | −8,69            | 0,05             | 6,64             | 12,28            | 10,96            | 4,46             | −2,68            | −14,43           | −24,73           |                  |
| Норма опадів, мм                              | 20               | 17               | 21               | 27               | 44               | 62               | 83               | 75               | 60               | 42               | 31               | 25               |                  |
| Середньомісячна швидкість вітру, м/с          | 3.48             | 3.50             | 3.60             | 3.90             | 3.90             | 3.80             | 3.50             | 3.60             | 3.80             | 3.80             | 3.60             | 3.30             |                  |
| Середньомісячна сонячна радіація, кДж/м²·день | 2888             | 6602             | 12365            | 17807            | 20846            | 21696            | 20406            | 16358            | 10275            | 5569             | 2897             | 1972             |                  |
| --------------------------------------------- | ---------------- | ---------------- | ---------------- | ---------------- | ---------------- | ---------------- | ---------------- | ---------------- | ---------------- | ---------------- | ---------------- | ---------------- | ---------------- |
| Джерело:                                      |                  |                  |                  |                  |                  |                  |                  |                  |                  |                  |                  |                  |                  |